# Kim Si-a
Kim Si-a (en hangul: 김시아; nacida en Gangnam, Seúl, el 6 de mayo de 2008), es una actriz surcoreana, conocida en particular por sus apariciones en series de televisión como Nos vemos en mi 19.ª vida y Sweet Home.

## Vida personal
Nació el 6 de mayo de 2008 en Seúl como la primogénita de una familia con otras dos hermanas y un hermano. Su hermana Kim Bo-min también es actriz.

## Carrera
Kim Si-a comenzó a trabajar como modelo a los siete años. Se interesó por la actuación viendo a su hermana menor Bo-min en una serie, y tras algunas audiciones fallidas debutó a los nueve años con la película Miss Baek (2018). Había sido seleccionada de entre más de seiscientas candidatas para el papel (coprotagonista junto con el de Han Ji-min) de Kim Ji-eun, una niña que sufre de abusos en su familia. Su actuación le valió excelentes críticas, así como sus primeros premios.
En enero del año siguiente firmó un contrato de representación con la agencia Mystic Entertainment, y protagonizó junto a otras dos actrices infantiles el largometraje The House of Us, así como, con un papel menor, Ashfall. En el mismo 2019 se produjo su debut en televisión, en la serie Perfume, donde interpreta al personaje protagonista femenino durante su niñez.
En 2020 volvió al cine, en este caso de terror, con The Closet. Al año siguiente tuvo pequeños papeles en dos series web de Netflix, un episodio especial de Kingdom y a continuación Mar de la tranquilidad. También participó junto con sus dos coprotagonistas Han Ji-won y Ryu Seung-ryong en el drama noir Bigwang (que dirige Lee Ji-won, la misma directora de Miss Baek) , rodado en el verano de ese año y cuyo estreno se aplazó a 2023.
En marzo de 2022 fue elegida para interpretar el personaje de Gil Jae-yeong en la película de acción Boksoon debe morir, estrenada en Netflix en 2023. Su colaboración con esta plataforma continuó en los meses siguientes, pues fue miembro del reparto de las temporadas 2 y 3 de Sweet Home, con el personaje de Seo Yi-su.

## Filmografía

### Películas
| Año   | Título               | Hangul        | Papel         | Notas                  | Ref.          |
| ----- | -------------------- | ------------- | ------------- | ---------------------- | ------------- |
| 2018  | Miss Baek            | 미쓰백        | Kim Ji-eun    | Protagonista           | [ 18 ]        |
| 2019  | The House of Us      | 우리집        | Yu-mi         | Protagonista           | [ 19 ]        |
| 2019  | Ashfall              | 백두산        | Soon-ok       | Reparto                | [ 5 ]         |
| 2020  | The Closet           | 클로젯        | Myung-jin     | Protagonista           | [ 11 ]        |
| 2023  | Boksoon debe morir   | 길복순        | Gil Jae-yeong | Película web. Reparto  | [ 20 ] [ 21 ] |
| 2025  | Summer Camera        | 여름의 카메라 | Yeoreum       | Película independiente | [ 22 ]        |
| Prog. | Resurrected Man      | 부활남        | Yerin         |                        | [ 23 ]        |
| Prog. | Portrait of a Family | 비광          | Dong-joo      | Protagonista           | [ 14 ]        |

### Series de televisión
| Año     | Título                      | Papel                  | Canal   | Notas                        | Ref.                 |
| ------- | --------------------------- | ---------------------- | ------- | ---------------------------- | -------------------- |
| 2019    | Perfume                     | Min Jae-hee (de niña)  | KBS2    |                              | [ 10 ]               |
| 2021    | Kingdom: Ashin of the North | Ashin (de niña)        | Netflix | Serie web, episodio especial | [ 12 ] [ 24 ]        |
| 2021    | Mar de la tranquilidad      | Luna                   | Netflix |                              | [ 13 ]               |
| 2023    | Nos vemos en mi 19.ª vida   | Yoon Joo-won (de niña) | tvN     |                              | [ 25 ] [ 26 ]        |
| 2023-24 | Sweet Home                  | Seo Yi-su              | Netflix | Serie web, temporadas 2 y 3  | [ 16 ] [ 17 ] [ 27 ] |

## Premios y nominaciones
| Año  | Premios                                          | Categoría             | Papel                     | Resultado | Ref.         |
| ---- | ------------------------------------------------ | --------------------- | ------------------------- | --------- | ------------ |
| 2019 | 3.º Festival de Cine Asiático de Sharm El Sheikh | Mejor actriz          | Miss Baek                 | Ganadora  | [ 6 ] [ 28 ] |
| 2019 | 3.º Festival de Nuevo Cine de Anyang             | Mejor actriz infantil | Miss Baek                 | Ganadora  | [ 29 ]       |
| 2019 | 39.os Premios Golden Cinematography              | Mejor actriz infantil | Miss Baek                 | Ganadora  | [ 7 ]        |
| 2019 | 19.º Festival de Cine Juvenil de Corea           | Mejor actriz infantil | Miss Baek The House of Us | Ganadora  | [ 30 ]       |